# Rudolf Stolzmann
Rudolf Stolzmann (geboren in 1852; overleden in 1930) was een vertegenwoordiger van de zogenaamde sociaal-juridische richting van de economie (samen met Rudolf Stammler en Karl Diehl). Karl Diehl zei echter dat Stolzmann probeerde de sociaal-juridische richting van de economie te synthetiseren met de Oostenrijkse school.

## Biografie
Stolzmann schreef drie grote werken (1896, 1909, 1925). Aan zijn derde werk, On the Basics of the Philosophy of Economics, is een kleiner werk met de titel Essence and Goals of Economic Philosophy (WZW) toegevoegd. Hij droeg dit werk op aan Heinrich Rickert. 
Heinrich Rickert was een vertegenwoordiger van de Zuidwest-Duitse richting van het neokantianisme. Rudolf Stammler was een vertegenwoordiger van de Marburg-richting van het neokantianisme. Vooral in zijn eerste twee werken, The Social Category in National Economy en The Purpose of National Economy, vertegenwoordigt Stolzmann een neokantiaanse filosofie. 
In zijn derde werk, The Philosophy of Economics, en vooral in zijn kleine werk Essence and Goals of Economic Philosophy, veranderde Stolzmann zijn standpunt tot op bepaalde hoogte. Het sociale aspect van de nationale economie werd nu in puur metafysische termen afgeleid. Hij gebruikte het neoplatonisme en het hermetisme als model. Stolzmann leidde het concept van mesokosmos af van de hermetisch-neoplatonische macrokosmos/microkosmostheorie. De mesokosmos is het ‘lichaam en de ziel’ van de samenleving en staat hiërarchisch boven de microkosmos. Hieruit leidde Stolzmann af dat het sociale aspect in de nationale economie boven het individu geplaatst moest worden. Stolzmann had vooral kritiek op vertegenwoordigers van de Oostenrijkse economische school, die het individu op de voorgrond plaatsten.